# Stelzendorf (Zeulenroda-Triebes)
Stelzendorf ist ein Ortsteil der Stadt Zeulenroda-Triebes im Landkreis Greiz in Thüringen.

## Geografie
Der Ortsteil Stelzendorf befindet sich westlich an einer von Land umgebenen Erosionsrinne mit Mündung in die Talsperre Zeulenroda am Ende der Nordabdachung des Südostthüringer Schiefergebirges. Die Kreisstraße 311 verbindet den Ortsteil mit den Nachbardörfern und der Kernstadt Zeulenroda in einer vielfältigen Natur.

## Geschichte
Die urkundliche Ersterwähnung ist am 30. Juli 1416 registriert worden.  Auch dieses von Sorben angelegte Dorf war und ist landwirtschaftlich geprägt und die Bewohner nutzen die naturnahe Lage zum Stausee und zur Stadt Zeulenroda für Erholungsuchende. Die Kirche wurde 1711 anstelle der älteren Vorgängerkirche erbaut, 1860 erneuert und 1968–72 umgebaut.
Am Ortsausgang in Richtung Zadelsdorf steht das am 1. Mai 1983 errichtete Mühlendenkmal, das an den Abriss der Stelzenmühle und Sorbitzmühle 1974 erinnert. Die Stelzenmühle wurde 1441 urkundlich erstmals erwähnt. Die Sorbitzmühle trägt den Namen der Sorben. Daran erinnert das Denkmal. Der landwirtschaftlich geprägte Ort wurde am 1. Mai 1994 nach Zeulenroda eingemeindet.

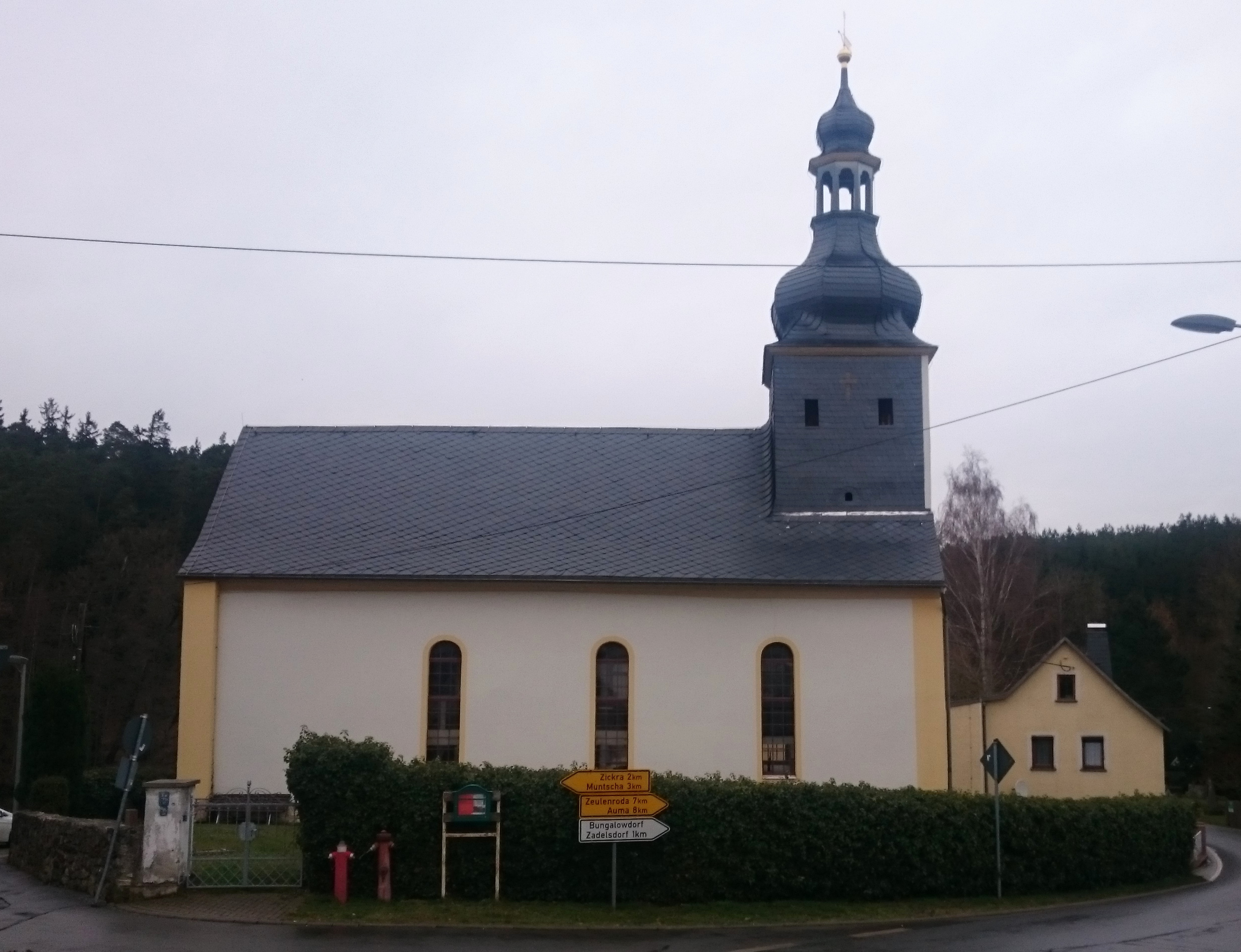
Kirche
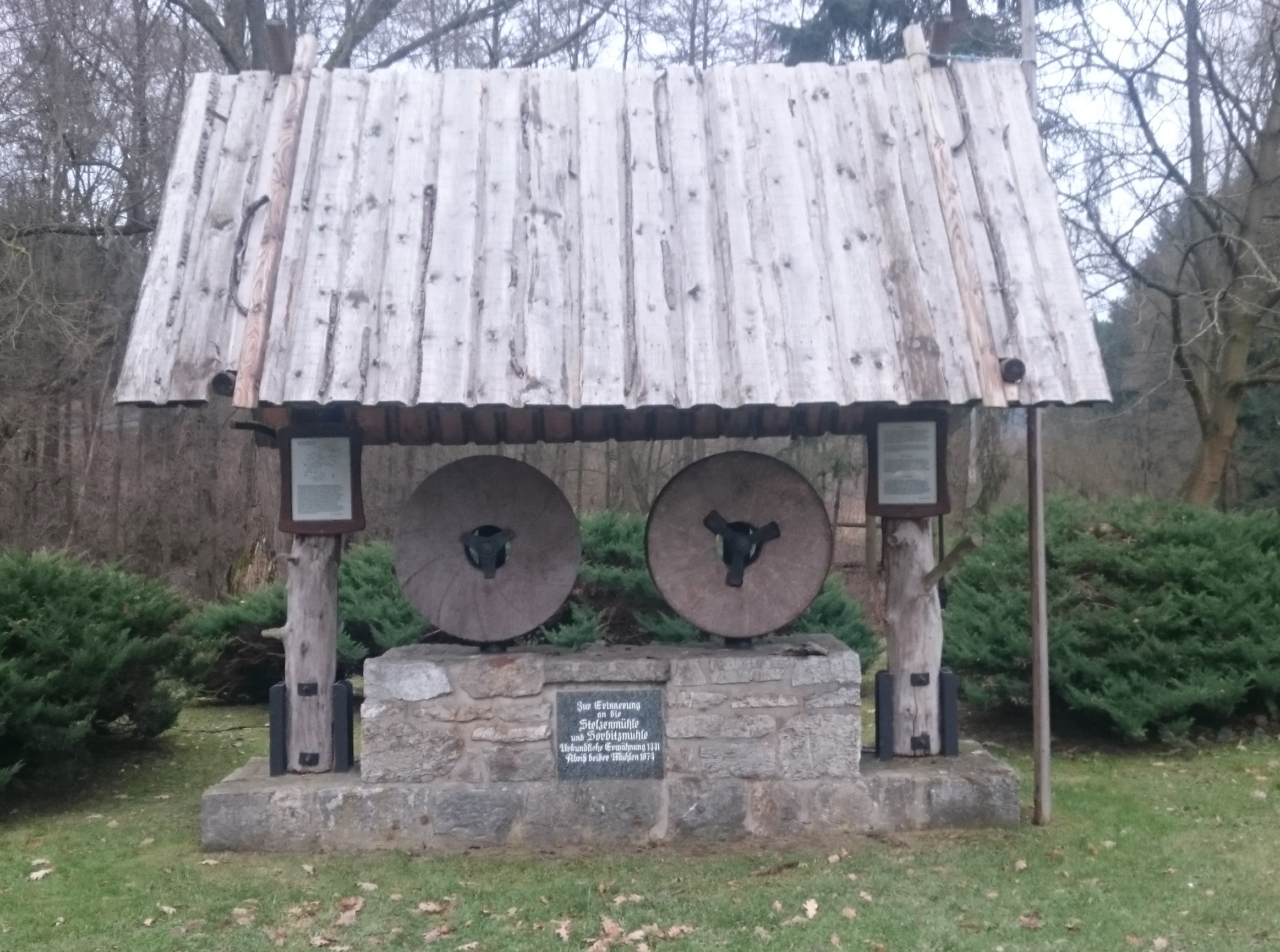
Mühlendenkmal
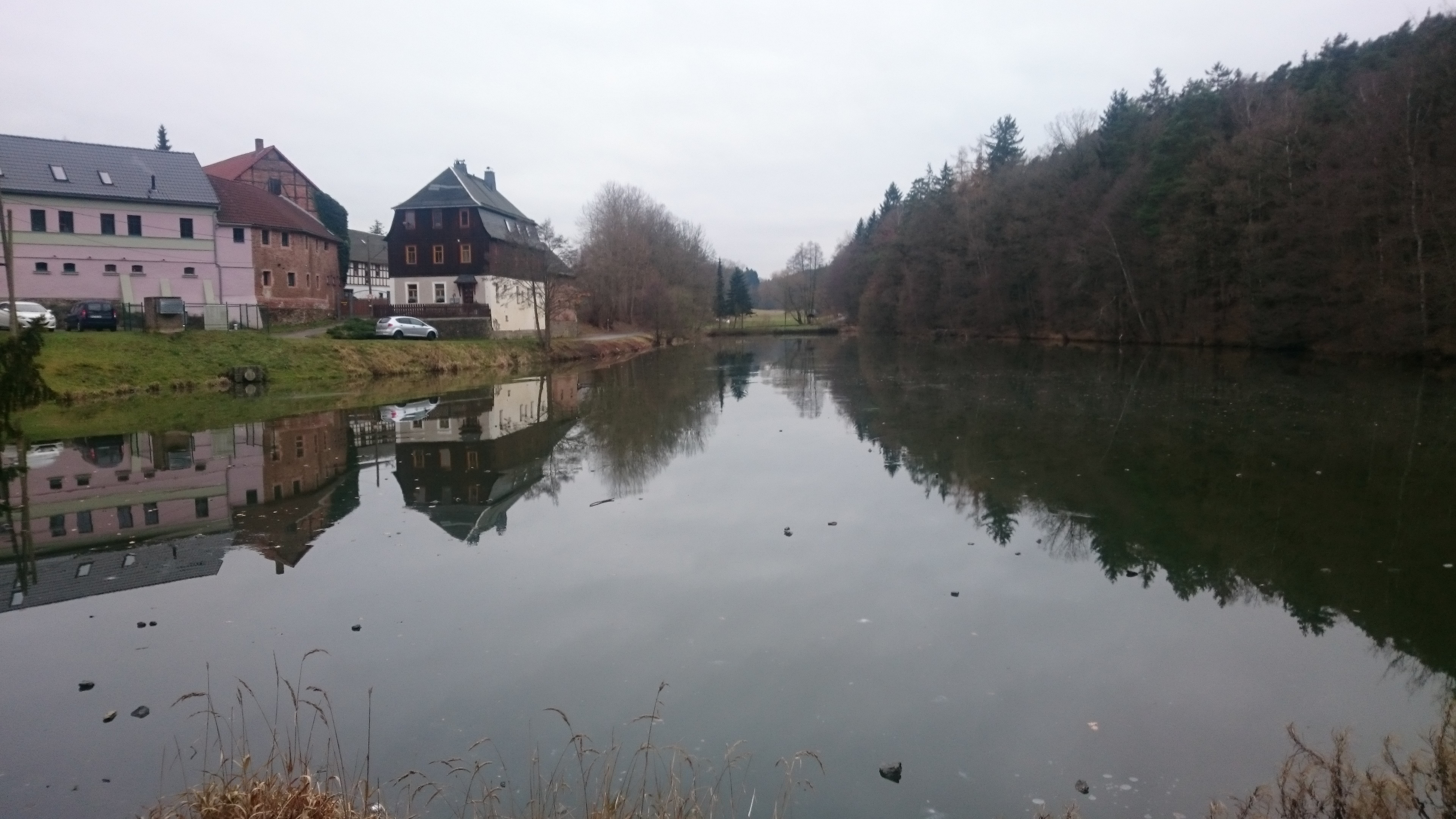
Teich
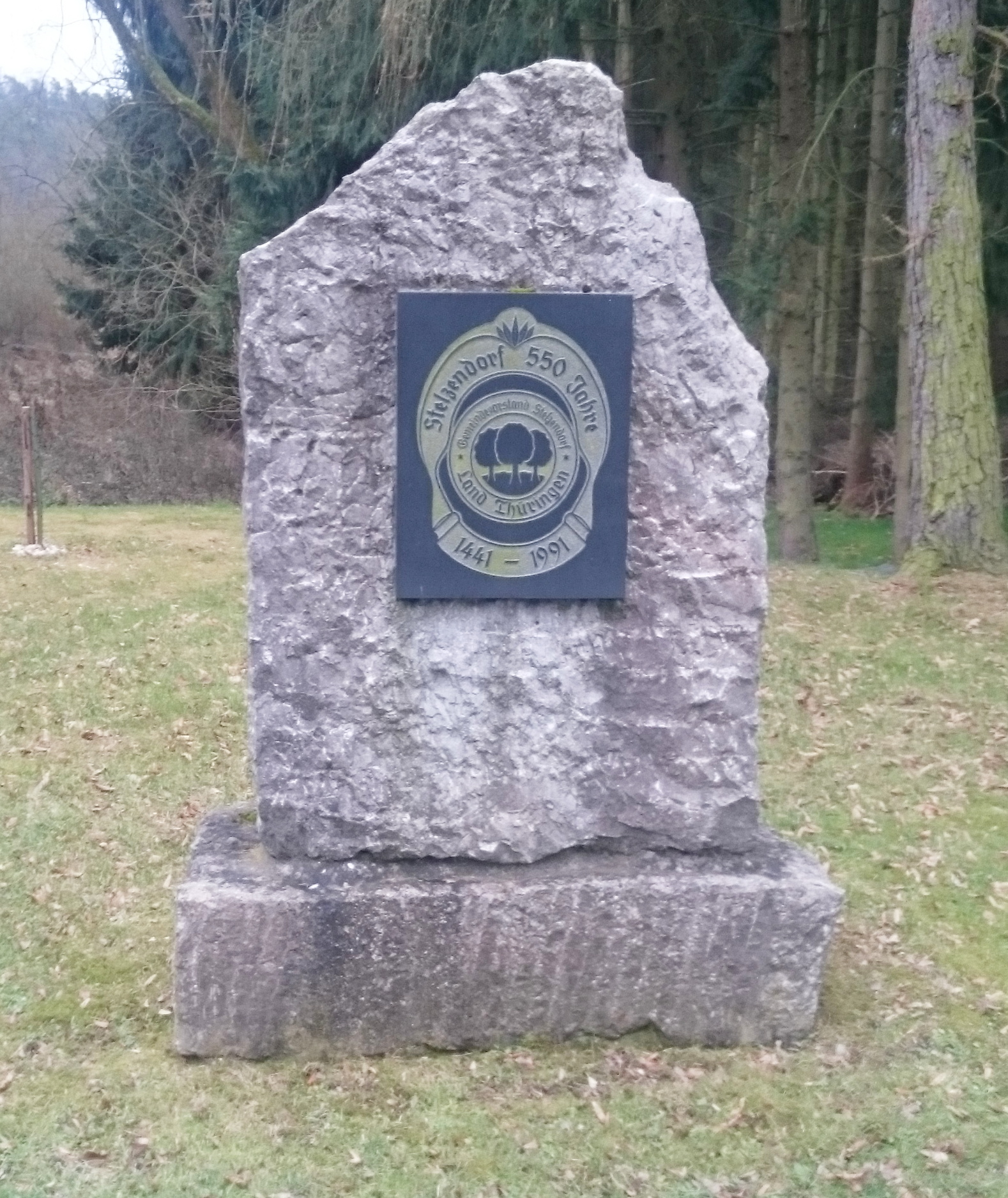
Gedenkstein 550 Jahre Stelzendorf